# خايمي كاستريلو
خايمي كاستريلو (بالإسبانية: Jaime Castrillo)‏ (و. 1996  م) هو راكب دراجة هوائية إسباني.

## سجل الفوز

### سباقات أو مراحل فاز بها
| التاريخ        | السباق                                             | المركز                                           |
| -------------- | -------------------------------------------------- | ------------------------------------------------ |
| 01 يناير 2017  | 2017 Nafarroako Itzulia                            | المركز الثاني                                    |
| 06 مايو 2018   | طواف كوميونيداد مدريد 2018                         | الرابع في تصنيف الجبال، الخامس في تصنيف أفضل شاب |
| 11 أغسطس 2018  | طواف برغش 2018                                     | العاشر في تصنيف أفضل شاب                         |
| 28 سبتمبر 2018 | سباق الطريق لأقل من 23 سنة في بطولة العالم 2018    | السادس في التصنيف العام                          |
| 05 مايو 2019   | طواف روماندي 2019                                  | الخامس في تصنيف أفضل شاب                         |
| 21 أغسطس 2020  | سباق الطريق ضد الساعة للرجال في بطولة إسبانيا 2020 | الرابع في التصنيف العام                          |
| 03 سبتمبر 2020 | تور دي سيربي 2020                                  | المركز الثاني                                    |
| 07 سبتمبر 2020 | بلغراد - بانيا لوكا 2020                           | السادس في التصنيف العام                          |
| 18 يونيو 2021  | سباق الطريق ضد الساعة للرجال في بطولة إسبانيا 2021 | الثامن في التصنيف العام                          |

## روابط خارجية
- خايمي كاستريلو على موقع الاتحاد الدولي للدراجات (الإنجليزية)
- خايمي كاستريلو على موقع أرشيف الدراجات (الإنجليزية)
- خايمي كاستريلو على موقع إحصائيات الدراجات الإحترافية (الإنجليزية)
- خايمي كاستريلو على موقع نسبة الدراجات (الإنجليزية)